# De Coune

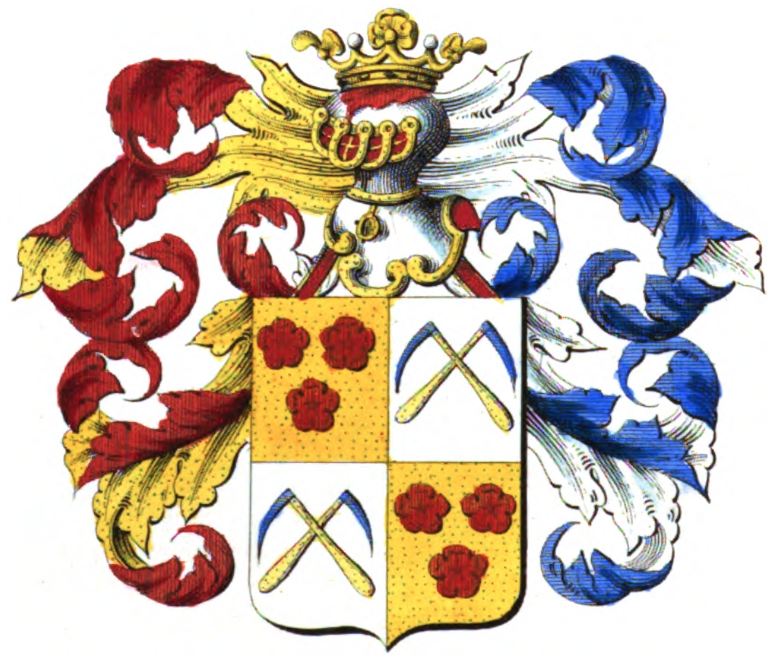
Wapen van de familie de Coune

De Coune is een familie van Zuid-Nederlandse adel.

## Geschiedenis
In 1748 verleende keizer Frans I aan Maximilien-Henri Coune, opname in de adelstand en toevoeging aan zijn naam van het partikel de.
Maximilien Coune was raadsheer bij het Feodale Hof van het prinsbisdom Luik, kanunnik van de Sint-Lambertuskathedraal en abt van de abdij van Dinant. Hij was getrouwd met Marie-Jeanne de Piette.
Aan de familietak de Coune dit de Hollogne verleende keizer Frans I in 1755 erfelijke adel met de titel baron, ten gunste van Jacques-Nicolas Coune. In 1783 kreeg die zijn zoon Jean-François de Coune de erfelijke titel baron, hem toegekend door Karel-Theodoor, keurvorst van het Palatinaat.

## Henri de Coune
Henri Philibert Joseph de Coune (Luik, 20 oktober 1745 - 7 oktober 1828) was een zoon van voornoemde Maximilien. Hij werd burgemeester van Luik in 1785.
In 1821 werd hij ingelijfd in de adel van het Verenigd Koninkrijk der Nederlanden en werd hij benoemd tot lid van de Ridderschap voor de provincie Luik.
Hij trouwde in 1766 met Marie-Elisabeth de Grand Ry (1747-1779), dochter van Nicolas de Grand Ry, burgemeester van Eupen.

### Nakomelingen
- Het echtpaar de Coune had een enige zoon, Maximilien de Coune (1773-1861), die trouwde met Jeanne Collet (1776-1855), dochter van de burgemeester van Verviers. Ze kregen negen kinderen en twee onder hen zorgden voor een talrijk nageslacht de Coune, tot op heden.
  - Charles de Coune (1807-1889) was provincieraadslid voor Luik, industrieel en eigenaar van een walserij. Hij trouwde met Marie-Anne Grisard (1812-1880) en ze hadden tien kinderen, van wie er drie de naam verder zetten.
  - Alexandre de Coune (1811-1837) was officier. Hij trouwde met Anne de Beghein (1811-1890) en ze hadden een enige zoon. Met afstammelingen tot heden.

## Adolphe de Coune
Adolphe Paul François Alexandre de Coune (Luik 16 mei 1837 - Amby 13 maart 1904), enige zoon van Alexandre de Coune (1811-1837), was gehuwd te Amby op 11 juni 1867 met Marie Georgine Clotilde Schoenmaeckers, Amby 17 april 1847 - 25 december 1920 - Beek. Marie erfde via haar ouders het Kasteel Genbroek te Beek. Naar hen is in Beek de De Counelaan genoemd. Voor die tijd waren ze woonachtig op de Withuishof te Amby aan de Bergerstraat.

### Nakomelingen
- Het echtpaar de Coune had vijf zonen en twee dochters.
  - Charles de Coune (1873-1962) was burgemeester van Gomzé-Andoumont, nu onderdeel van de Gemeente Sprimont in België.

## De Coune dit de Hollogne
Een aparte tak vormt de familie de Coune dit de Hollogne. In de kerk van Hollogne Saint Pierre herinnert nog het Sint Nicolaas altaar aan hun, dat zij rond 1760 aan deze kerk geschonken hebben. 
Gaspar François Alexandre de Coune dit de Hollogne (Hollogne-aux-Pierres, 22 december 1800 - Elsene, 15 november 1873) was een zoon van Jean-François de Coune, laatste heer van Hollogne, en van Marie-Marguerite d'Embron. Hij trouwde in Hollogne in 1826 met Rosalie de Dossin (1799-1888). In 1859 werd hij erkend in de erfelijke adel met de titel baron, overdraagbaar bij eerstgeboorte.
Het echtpaar had twee zoons die kinderloos bleven. De familietak doofde uit in 1911.